# Catocala miranda
Catocala miranda là một loài bướm đêm thuộc họ Erebidae. Nó được tìm thấy ở Illinois, Pennsylvania và Massachusetts tới Florida và phía tây đến miền tây North Carolina.
Sải cánh dài 37–45 mm. Con trưởng thành bay từ tháng 5 đến tháng 6. Có thể có một lứa một năm.
Ấu trùng ăn Crataegus.